# Cuzcurrita de Río Tirón
Cuzcurrita de Río Tirón es un municipio y localidad española de la comunidad autónoma de La Rioja. Es atravesado por el río Tirón, asentándose a los pies del monte El Bolo. El término municipal tiene una población de 549 habitantes (INE 2024).

## Toponimia
Cuzcurrita pertenece a una serie de topónimos acabados en -ita (Botorrita, Arroita, Zorita, Irurita, etc…) que no se corresponden a dicha terminación diminutiva en español, sino que parecen el resultado de la deformación de componentes euskéricos como (h)egi / (h)ei / te(g)i  que significan “lugar”, o incluso ibi, cuya traducción es vado o paso, a lo que se añade la pérdida de la -E- de la desinencia -eta. Por otra parte formas similares como Cuzcurrita, Cozcorrita y Coscurita se pueden encontrar en abundancia en la península ibérica, pudiendo provenir del componente euskérico kozkor que significa 'terrón de tierra', 'rastrojos', 'pedazos', 'restos variados de materiales', 'grava' o 'cascajo'. No obstante también se puede pensar en que provenga de las formas Kozkor / kuskur que significan 'elevación del terreno' o 'cabezo'.
Otra opción es que proviniera de una raíz primitiva Kozkorri con el mismo significado que el anterior de 'lugar elevado', el cual evolucionaría con el tiempo a la forma Cuzcurrita.
La documentación acerca del nombre es sumamente abundante: Coscorrita 947, 1104 y 1278, Coscorita 1124, Cozcorrita 1215, Coçcorrita 1257, Cozcorrita de Río Tirón 1373, Cuzcurrita 1450, Cuzcurrita del Río Tirón 1484.
Este topónimo tiene paralelos lingüísticos en el ámbito vascófono con Kuzkurruta de Etxonekoa (Badostáin, Navarra), derivado claramente de kuzkurruta que significa 'cresta', 'ápice', 'punta'. Quizás la propia Cuzcurrita riojana tenga una raíz similar.

## Geografía
Integrado en la comarca de Rioja Alta, se sitúa a 54 km de Logroño. El término municipal está atravesado por la carretera nacional N-232, entre los pK 459 y 460, y por las carreteras provinciales LR-201 (Tirgo-Santo Domingo de la Calzada), LR-202 (Haro-N-232) y LR-209 (Tirgo-provincia de Burgos). El relieve del municipio está definido por el valle del río Tirón y la zona montuosa que lo circunda. La altitud oscila entre los 614 m al sureste (El Monte) y los 515 m a orillas del río Tirón. El pueblo se alza a 519 m sobre el nivel del mar.
| Noroeste: Fonzaleche | Norte: Sajazarra    | Noreste: Cihuri                 |
| Oeste: Treviana      |                     | Este: Tirgo y Casalarreina      |
| Suroeste: Ochánduri  | Sur: Baños de Rioja | Sureste: Tirgo y Baños de Rioja |

## Historia
El documento más antiguo del que se tiene constancia, data de 1062 y es una Real Cédula emitida por el monarca Sancho Garcés IV de Navarra en la que cedía varias casas realengas de Zarratón al noble García Garcei. En este aparece el topónimo Coscorrita.
En 1086, en el relato de un milagro de Santo Domingo de Silos, es nombrado un natural de Cuzcurrita llamado Servando.
El fuero de Miranda de Ebro relacionaba a finales del siglo XI, la existencia de Quosquorrita.
En una escritura de donación de dos collazos a la villa de Bañares del año 1167 aparece Cuzcurrita como Cozcorrita.
El 15 de noviembre de 1367, el monarca Enrique II de Castilla recompensaba a Juan Martínez de Rojas, entregándole el Señorío de Cuzcurrita con todos sus territorios y derechos.
En el siglo XVI, reinando Felipe II de España, Pedro Velasco, noveno Señor de Cuzcurrita, por su matrimonio con Marta de Rojas y Osorio, fundaron mayorazgo, esculpiendo sus armas en la puerta de entrada del castillo tal como actualmente puede observarse.
Este castillo fue construido por los Suárez de Figueroa a finales del siglo XIV o comienzos del siglo XV. En el siglo XIX, tras las leyes que abolieron señoríos y mayorazgos, siguió perteneciendo durante unos años a los descendientes de la familia Velasco-Rojas. Posteriormente se vio sometido a sucesivas compras y ventas, hasta el año 1945 en que sus nuevos propietarios lo restauraron y acondicionaron para vivienda.
Cuzcurrita, en la Edad Media, fue plaza fuerte; la villa estaba amurallada, además de tener su castillo extramuros. 
En 1790 Cuzcurrita de río Tirón fue uno de los 54 municipios fundadores de la Real Sociedad Económica de La Rioja, la cual era una de las sociedades de amigos del país fundadas en el siglo XVIII conforme a los ideales de la ilustración. 
El historiador Ángel Casimiro de Govantes en su Diccionario geográfico-histórico de La Rioja de 1846 dice que en aquella época Cuzcurrita tenía un pequeño hospital, edificios de sillería, excelente campiña, abundante en vino, también de granos y legumbres y se criaba ganado lanar. Por su parte el autor Pascual Madoz en su Diccionario geográfico-estadístico-histórico de España y sus posesiones de Ultramar, escrito entre los años 1845 y 1850 dice sobre Cuzcurrita que entonces tenía 260 casas, la mayoría de piedra, distribuidas en doce calles. Tenía una escuela de instrucción primaria sita en el ayuntamiento de la localidad, a la que acudían niños de ambos sexos, un hospital para enfermos pobres asistidos por la caridad de los vecinos, un paseo arbolado del cual se surtián de agua los vecinos. Tenía dos molinos harineros. Producía trigo, cebada, aceite y mucho vino, se críaba ganado lanar, se cazaban codornices y perdices y se pescaban truchas, barbos y anguilas. Tenía 243 vecinos y 1043 almas.

## Demografía
Cuenta con una población de 549 habitantes (INE 2024).
| Gráfica de evolución demográfica de Cuzcurrita de Río Tirón entre 1842 y 2021 |
| |
| Población de derecho según los censos de población del INE Población de hecho según los censos de población del INEEn estos censos se denominaba Cuzcurrita: 1842, 1857, 1860, 1877, 1887, 1897, 1900 y 1910 |

## Administración
| Periodo   | Nombre                         | Partido |
| --------- | ------------------------------ | ------- |
| 1979-1983 | José Antonio Izquierdo Hidalgo | UCD     |
| 1983-1987 | Nicolás Gobantes Peñalba       | PSOE    |
| 1987-1991 | Román Urrecho Junquera         | AP      |
| 1991-1995 | Román Urrecho Junquera         | PP      |
| 1995-1999 | Antonio Tobalina Jiménez       | PP      |
| 1999-2003 | Antonio Tobalina Jiménez       | PP      |
| 2003-2007 | Román Urrecho Junquera         | PP      |
| 2007-2011 | Pedro Izquierdo Pascual        | PP      |
| 2011-2015 | Román Urrecho Junquera         | PP      |
| 2015-2019 | Román Urrecho Junquera         | PP      |
| 2019-2023 | Román Urrecho Junquera         | PP      |

## Patrimonio

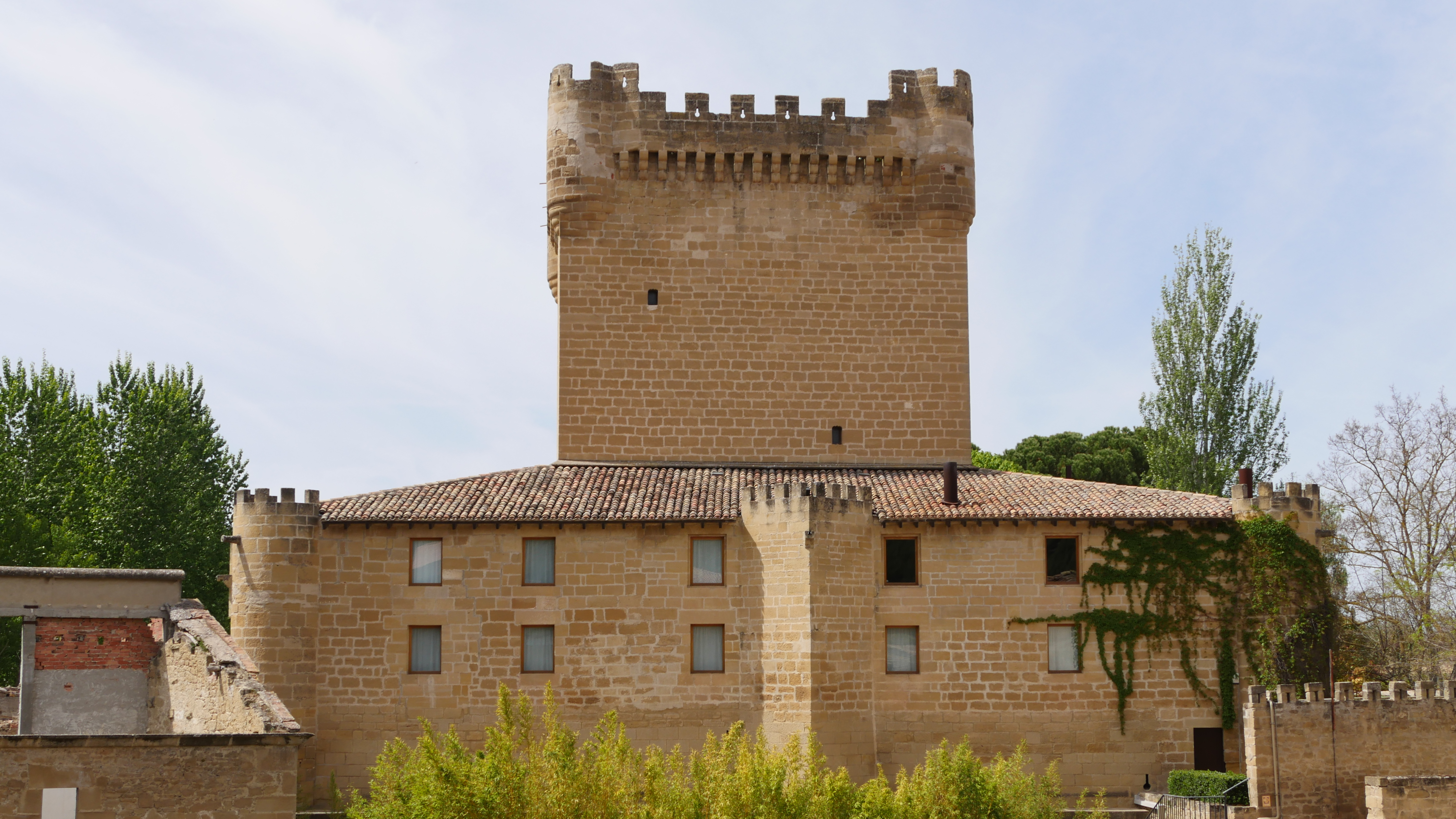
Castillo de los Velasco
Construido a finales del siglo XV por Pedro Suárez de Figueroa, es un recinto amurallado con cubos en los ángulos y una esbelta torre del homenaje, que no tiene ninguna ventana en sus muros.
En el siglo XVI, durante el reinado de Felipe II, Pedro de Velasco, IX señor de Cuzcurrita, fundó mayorazgo al casarse con Marta de Rojas y Osorio, labrando el escudo de armas de la portada en arco apuntado en el muro norte, defendida por un bello matacán.
Tiene incoado expediente como Bien de Interés Cultural en la categoría de Monumento desde el 15 de julio de 1980.
El Rollo
Situado en el monte el Bolo a las afueras de la villa, era símbolo inequívoco de que el lugar era de señorío.

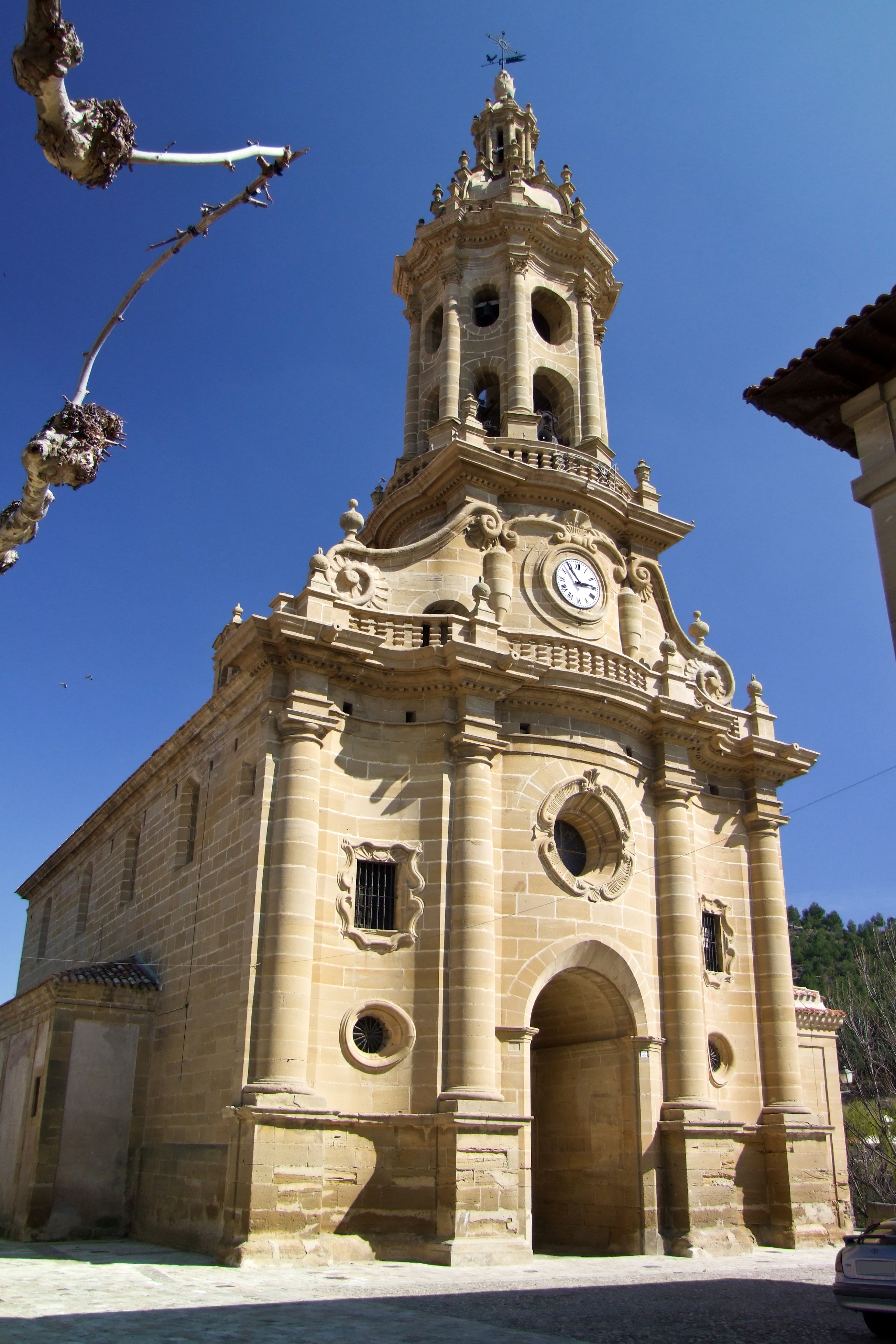
Iglesia de San Miguel
La iglesia de san Miguel es un edificio barroco del siglo XVIII en donde confluye el barroco italiano de la fachada principal con el riojano de la torre que corona la misma. Se construyó entre  los años 1753 y 1766, aunque los trabajos finalizaron totalmente en 1805, bajo las directrices de los maestros de obra José de Ituño, Bautista de Olave y Bernardino Ruiz de Azcárraga. Está realizado en sillería de arenisca procedente de las canteras locales.
La fachada principal está concebida como una combinación de tres planos curvos, siendo el central convexo y los laterales cóncavos, lo que da una fachada de línea ondulante que se remata con un frontón curvilíneo conformado por molduras de volutas, que se apoya en sendas columnas situadas en  los extremos de cada arco. 
La torre, que se alza en medio de la fachada principal, presenta un cuerpo octogonal con columnas que se superpone a otro cuadrado. El remate es un capitel con multitud de pináculos. Sigue las directrices difundidas en La Rioja por los Raón a finales del siglo XVII y a lo largo del siglo XVIII. 
Tiene una planta rectangular en tres naves, cabecera y  coro alto a los pies. Entre los contrafuertes se abren capillas laterales para diferentes usos. Sobre ellas se abren ventanales que dan luminosidad a la nave.
En 1974 sufrió un incendio que derrumbó las cubiertas del crucero y cabecera, destruyó el coro alto con el órgano y la sillería y el presbiterio con el retablo mayor, obra neoclásica  de Miguel Antonio de Jáuregui que estaba formado por dos grandes columnas corintias sobre las que se erguía un frontón  y en medio de ellas un gran medallón con la imagen de san Miguel, y una imagen gótica de la virgen de Tironcillo. 
Fue declarada Bien de Interés Cultural en la categoría de Monumento el 23 de junio de 1978.

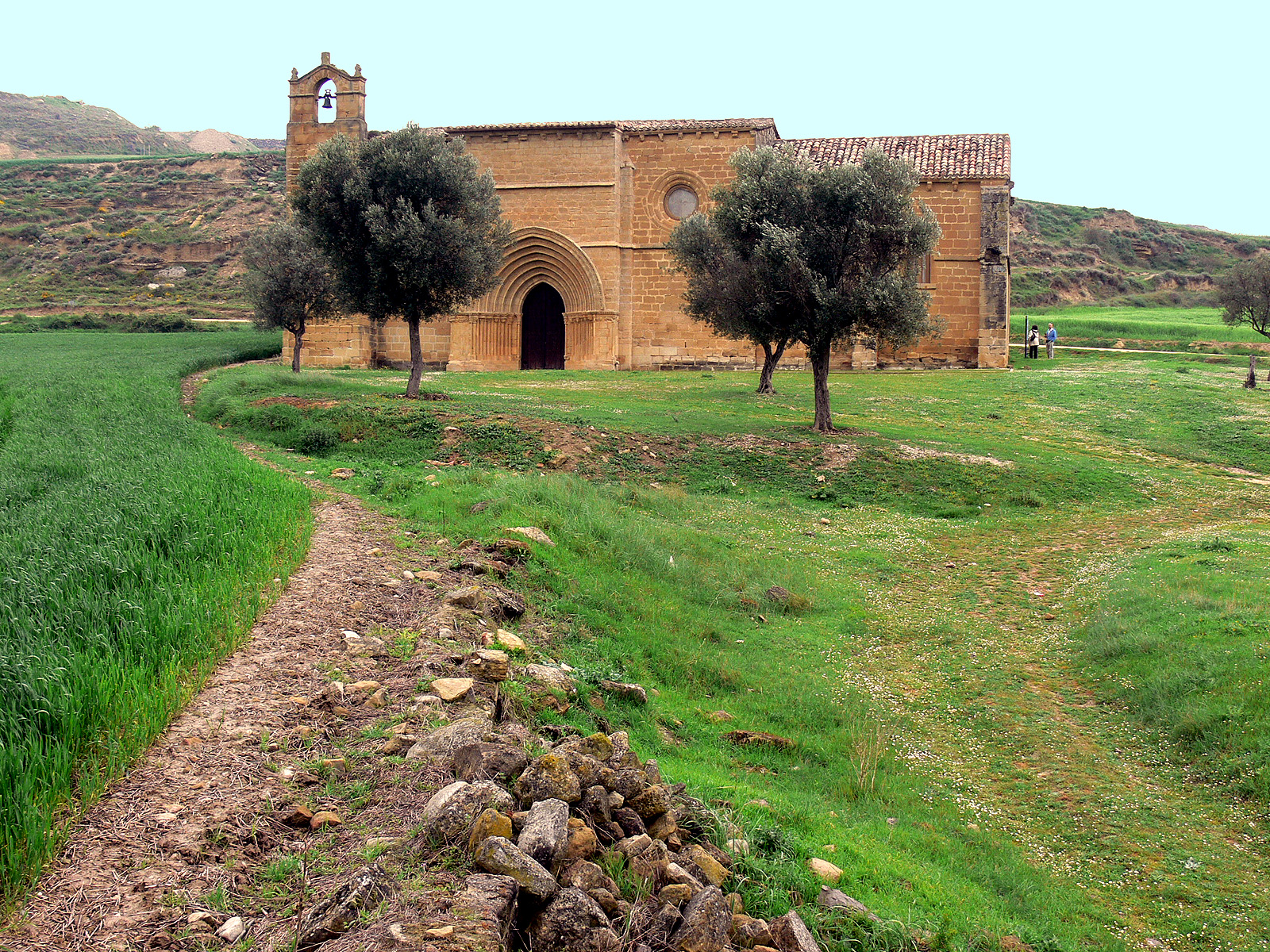
Ermita de Nª Señora de Sorejana
Situada a 1,5 km de Cuzcurrita río arriba. Es de estilo románico.
Fue declarada bien de interés cultural en la categoría de monumento el 3 de agosto de 1981.

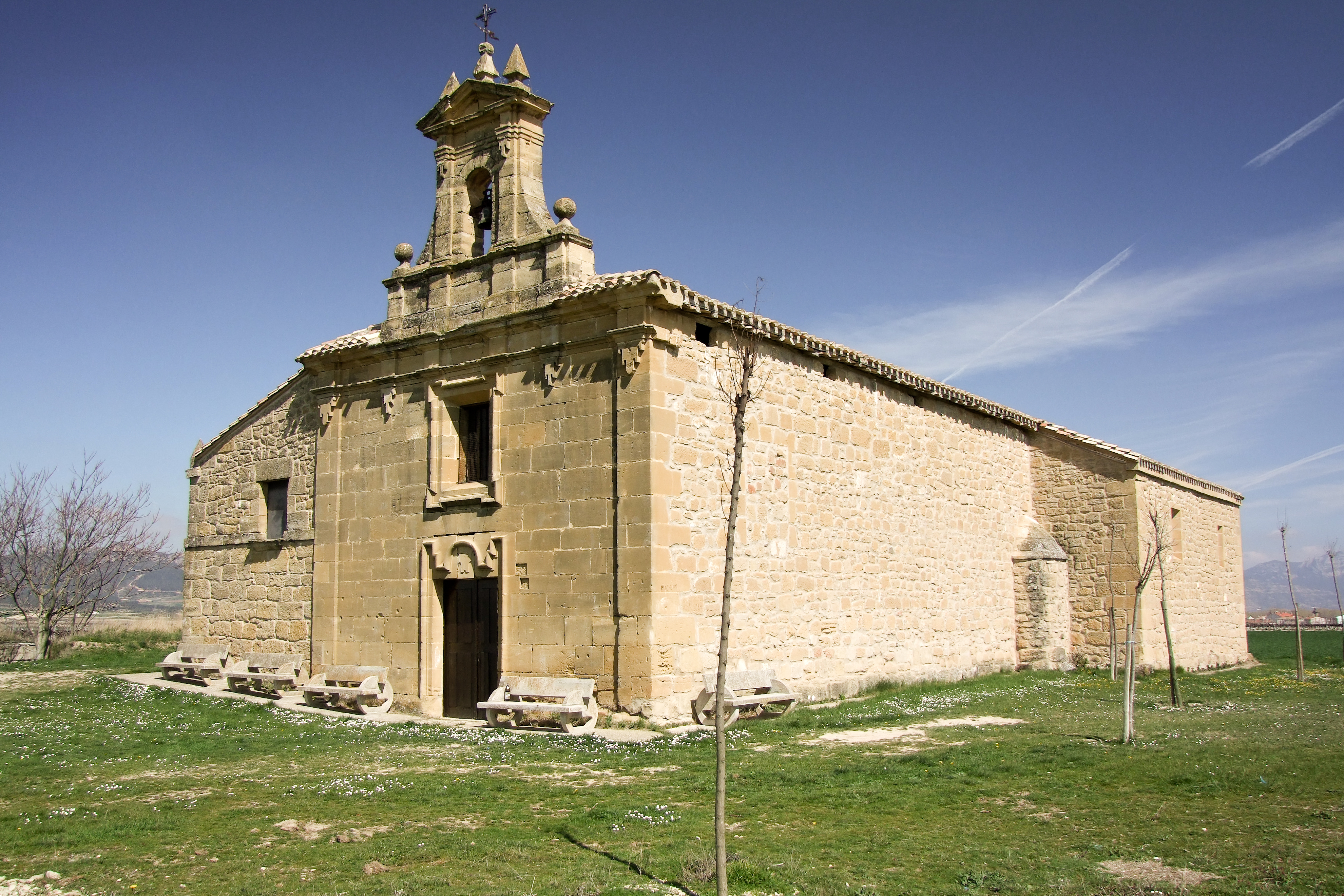
Ermita de Nuestra Señora de Tironcillo

Ermita de Nª Señora de Tironcillo
Situada a 3 km de Cuzcurrita aguas abajo del río Tirón. Fue construida a mediados del siglo XVIII en estilo barroco.

## Fiestas
- El fin de semana anterior a la celebración de la Pascua de Pentecostés se traslada en procesión a la Virgen de Sorejana hasta su ermita de Sorejana.
- Pascua de Pentecostés, fiestas en honor a Ntra Sra. de Tironcillo. Romería a la ermita de Tironcillo.
- 27 de mayo, Festividad del Tironcillo.
- 8 de septiembre, se traslada la imagen de la virgen de Sorejana desde la ermita de Sorejana a la parroquia de San Miguel Arcángel.
- 29 de septiembre a 1 de octubre, fiestas en honor de San Miguel Arcángel. Siendo el día grande el 29 de septiembre, Festividad de San Miguel, celebrándose misa y procesión.